# グリーンフィールド (マサチューセッツ州)
グリーンフィールド（英: Greenfield）は、アメリカ合衆国マサチューセッツ州の都市。フランクリン郡の郡庁所在地である。人口は1万7456人（2010年）。市内にはグリーンフィールド・コミュニティカレッジがあり、パイオニア・バレー交響楽団が本拠にしており、またフランクリン郡祭が開催されている。市内メインストリート歴史地区には、連邦様式、ギリシャ復古様式、ヴィクトリア様式の建築の例がある。

## 歴史
グリーンフィールドとなった地域にはポカムタック族インディアンが最初に入植し住んでいた。インディアンの加工品が地域で見つかっており、紀元前7,000年から9,000年のものとされている。ポカムタック族は畑の作物を植え、土地の川で魚を獲ったが、1664年にモホーク族によって絶滅させられた。その後支配者がいなくなったこの地域は、西のニューヨーク市まで届くインディアンの主要交易ルートであるモホーク・トレイルの東端であり、1686年にイングランド人によってディアフィールドの一部として植民された。1753年、グリーン川から名付けられたグリーンフィールドはディアフィールドとは別の町として法人化された。
1795年、サウスハドリー運河が開通し、船はサウスハドリー滝をバイパスしてコネチカット川を経由し、グリーンフィールドまで来られるようになった。グリーンフィールドはディアフィールド川とグリーン川の合流点に位置し、コネチカット川に合流する場所からも遠くないので、交易の中心地として発展した。滝が工業のための水力を提供し、繁盛する工場町に成長した。ジョン・ラッセルが1834年にグリーン川ワークスを設立し、国内初の食卓食器工場に熟練したドイツ人労働者を雇用した。町を通る鉄道数本の中でコネチカット川鉄道が最初のものであり、それまでの運河による交易に代わった。19世紀と20世紀、タップとねじ切りダイスの生産ではアメリカでも最大級に重要な中心地となり、グリーンフィールド・タップ&ダイ会社があった。
1811年にフランクリン郡がハンプシャー郡から分離設立された時に、グリーンフィールドが郡庁所在地に指定された。

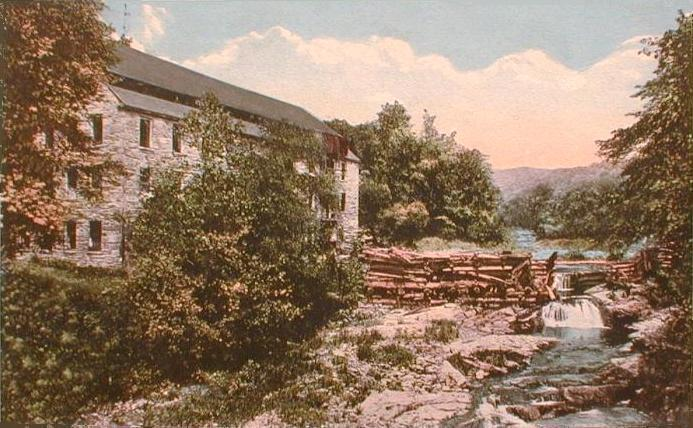
旧ストーンミル、1920年頃
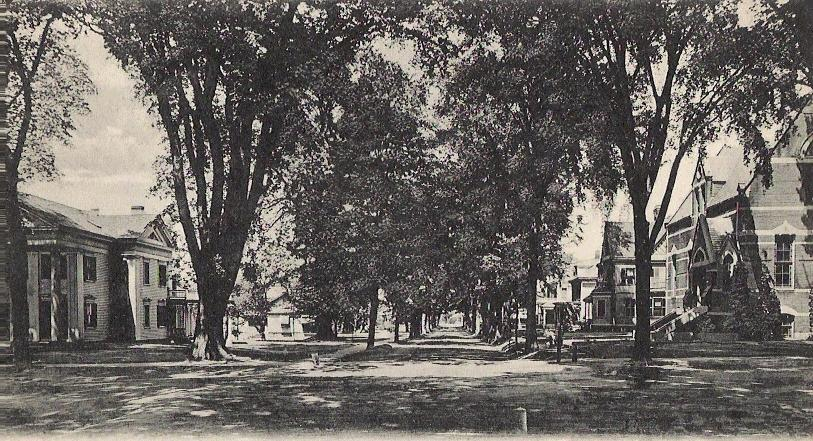
フランクリン通り、1906年
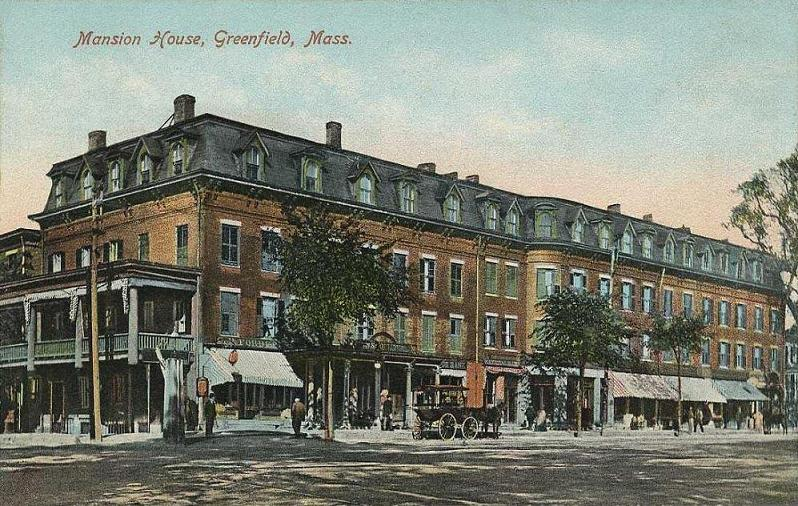
マンション・ハウス、1908年頃
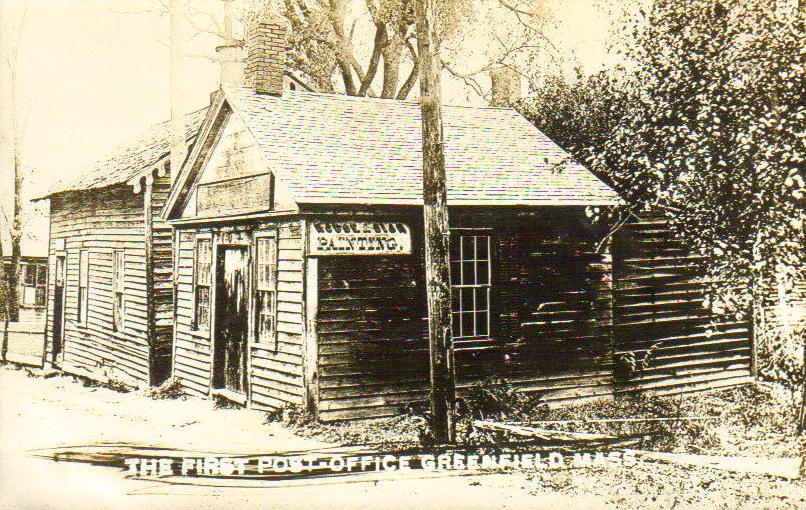
初代郵便局、1910年頃
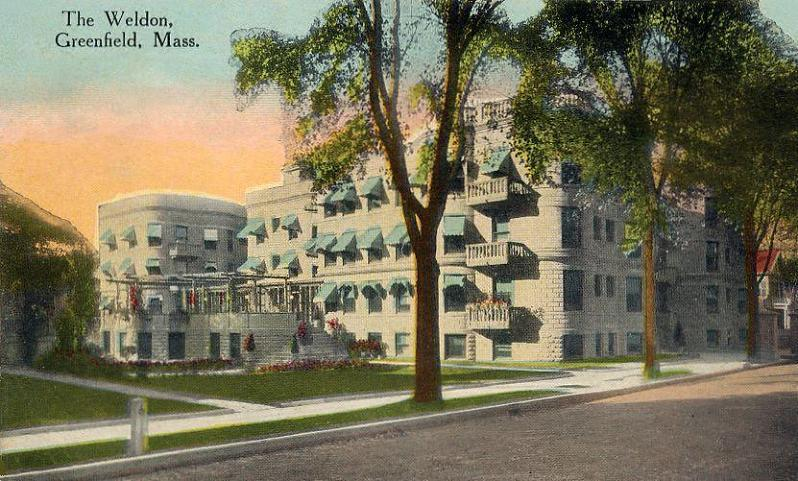
ウェルドン・ホテル、1913年

## 地理と気候

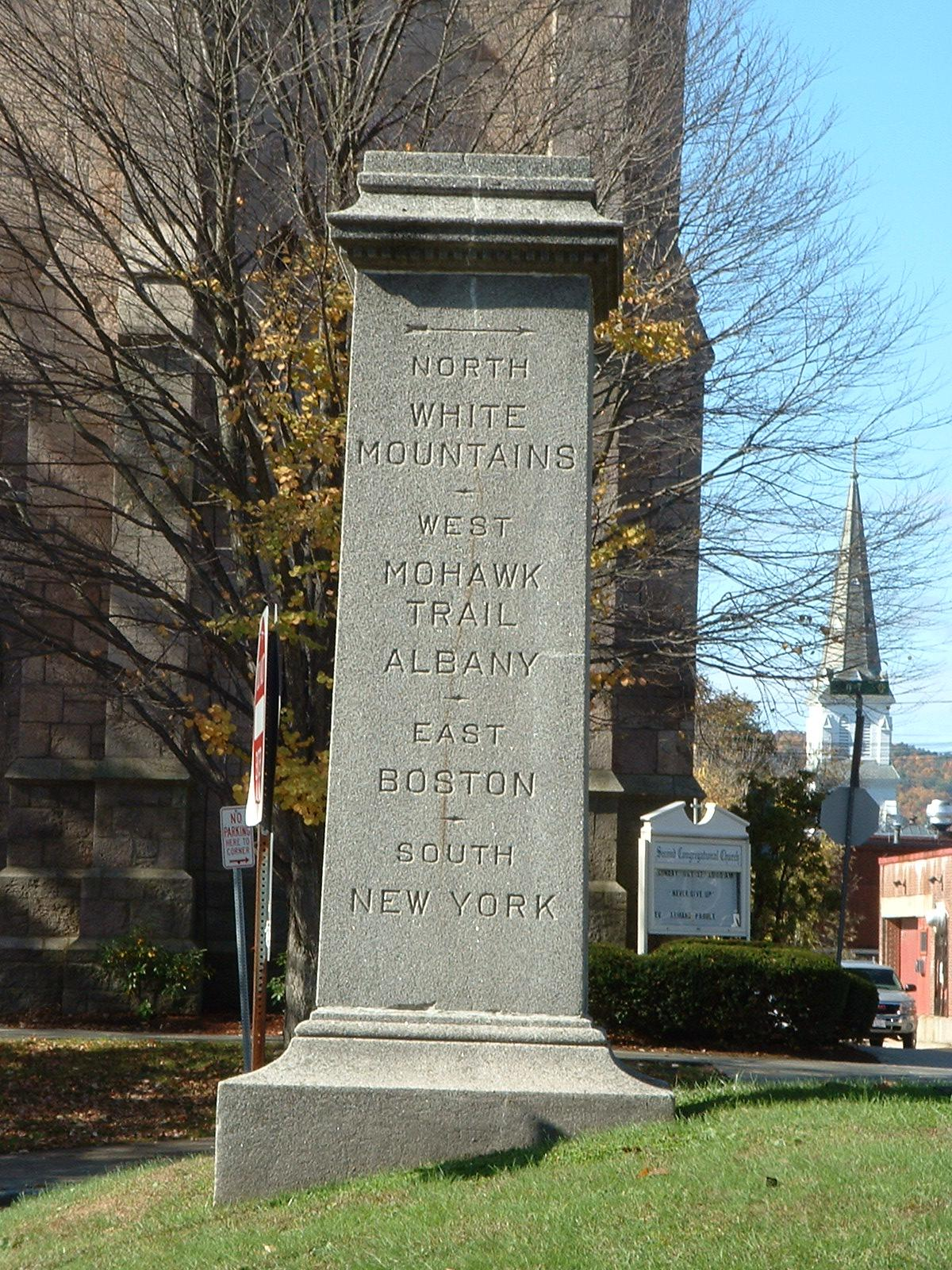
コート広場にある道路標識

アメリカ合衆国国勢調査局に拠れば、市域全面積は22平方マイル (56.7 km2)であり、このうち陸地21平方マイル (55.5 km2)、水域は0.5平方マイル (1.2 km2)で水域率は2.08%である。フランクリン郡では中央に位置し、北はコルレイン、レイデン、バーナーズトン各町、東はジル町、南東はモンタギュー町、南はディアフィールド町、西はシェルバーン町に接している。マサチューセッツ州西部の大都市スプリングフィールドの北39マイル (63 km)、州都ボストンの西北西90マイル (145 km) に位置している。
グリーンフィールドはディアフィールド川とグリーン川、さらにコネチカット川が合流する地点にある。グリーン川は北から降りグリーンフィールドを通って、市の南側市境にあるディアフィールド川に流れる。そこからディアフィールド川がコネチカット川に合流し、モンタギュー町の境界にそって南に流れ、東に短区間曲がった後にまた南に向かう。この3つの川とさらに4つ目の川であるフォール川に沿った数ブロックが東のジル町との境界になる。メタコメット山地の最北支脈であるポカムタック山地も傍にあり、丘陵に囲まれ、町の中心部は川より標高が高い位置にある。

### 気候
ニューイングランドの大半の地域と同様、グリーンフィールドは湿潤大陸性気候であり、寒く雪の多い冬と、暖かく湿気た夏がある。過去最高気温は1926年7月22日と1948年8月26日に記録された100°F (37.8 ℃)、過去最低気温は1961年1月22日に記録された-30°F (-34.4 ℃) である。
| グリーンフィールドの気候 | グリーンフィールドの気候 | グリーンフィールドの気候 | グリーンフィールドの気候 | グリーンフィールドの気候 | グリーンフィールドの気候 | グリーンフィールドの気候 | グリーンフィールドの気候 | グリーンフィールドの気候 | グリーンフィールドの気候 | グリーンフィールドの気候 | グリーンフィールドの気候 | グリーンフィールドの気候 | グリーンフィールドの気候 |
| 月                       | 1月                      | 2月                      | 3月                      | 4月                      | 5月                      | 6月                      | 7月                      | 8月                      | 9月                      | 10月                     | 11月                     | 12月                     | 年                       |
| ------------------------ | ------------------------ | ------------------------ | ------------------------ | ------------------------ | ------------------------ | ------------------------ | ------------------------ | ------------------------ | ------------------------ | ------------------------ | ------------------------ | ------------------------ | ------------------------ |
| 平均最高気温 °F （°C）   | 32.7 (0.4)               | 34.5 (1.4)               | 44.2 (6.8)               | 57.3 (14.1)              | 70.0 (21.1)              | 78.4 (25.8)              | 83.0 (28.3)              | 80.6 (27)                | 73.2 (22.9)              | 62.2 (16.8)              | 48.3 (9.1)               | 35.7 (2.1)               | 58.3 (14.6)              |
| 平均最低気温 °F （°C）   | 14.0 (−10)               | 14.5 (−9.7)              | 25.0 (−3.9)              | 35.2 (1.8)               | 45.8 (7.7)               | 55.1 (12.8)              | 60.2 (15.7)              | 58.2 (14.6)              | 50.8 (10.4)              | 40.1 (4.5)               | 30.7 (−0.7)              | 18.9 (−7.3)              | 37.4 (3)                 |
| 降水量 inch （mm）       | 3.2 (81)                 | 2.8 (71)                 | 3.5 (89)                 | 3.4 (86)                 | 3.6 (91)                 | 3.7 (94)                 | 3.7 (94)                 | 3.8 (97)                 | 3.6 (91)                 | 3.0 (76)                 | 3.6 (91)                 | 3.5 (89)                 | 41.3 (1,049)             |
| 降雪量 inch （cm）       | 15.3 (38.9)              | 15.1 (38.4)              | 8.8 (22.4)               | 2.0 (5.1)                | 0 (0)                    | 0 (0)                    | 0 (0)                    | 0 (0)                    | 0 (0)                    | 0 (0)                    | 2.3 (5.8)                | 9.5 (24.1)               | 53.0 (134.6)             |
| 平均降水日数             | 10                       | 9                        | 10                       | 10                       | 10                       | 10                       | 10                       | 9                        | 8                        | 8                        | 9                        | 10                       | 113                      |
| 出典：Weatherbase        |                          |                          |                          |                          |                          |                          |                          |                          |                          |                          |                          |                          |                          |

## 交通

### 空港
最も近い一般用途空港はモンタギュー町のターナーズフォールズ部にあり、最も近い国内旅客便がある空港はコネチカット州ウィンザーロックスにあるブラッドレー国際空港を利用できる。

### 鉄道

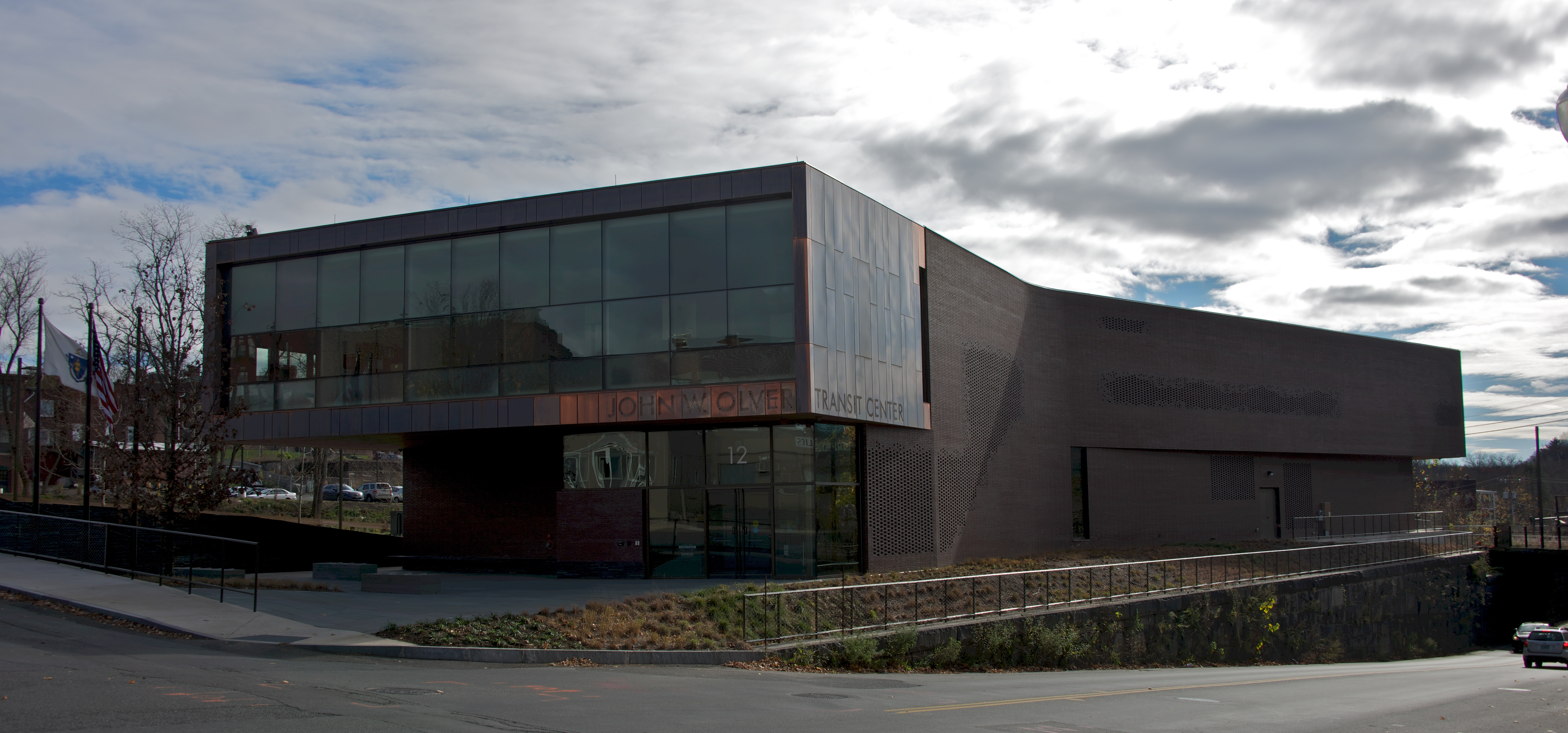
グリーンフィールド駅

グリーンフィールドは2本の鉄道が交差する所にある。1つはウースター郡の北部から西にフーサック・トンネルを通りニューヨーク州オールバニに向かう。もう1本は南のスプリングフィールドから北のバーモント州に向かう。両線ともパンナム鉄道が所有し、運行している。
アムトラックのグリーンフィールド駅はオリーブ・ストリート12にある。グリーンフィールド駅にはセントオールバンズとワシントンD.C.間の昼行長距離列車ヴァーモンター号が1日1往復停車する。2014年12月29日にヴァーモンター号が経路変更により、当駅に停車するようになった。

### バス
ピーターパン・バスラインズとグレイハウンドの停留所があり、またフランクリン地域交通局のバス便のハブになっている。バス路線はバーナーズトンからノーサンプトンへ、また東のオレンジから西のチャールモントに走っている。ジョン・W・オルバー交通センターがフランクリン地域交通局のハブ駅でありピーターパン、グレイハウンドの都市間バスの停留所になっている。

### 道路
グリーンフィールドは4つのハイウェイの交差点にある。州間高速道路91号線は市の西部を南北に走り、3マイル (5 km) の区間はマサチューセッツ州道2号線に重なる。州道2号線はモホーク・トレイルのコースを辿っており、地上道路としてフォール川を越えて市内に入った後に自動車専用道となり、州間高速道路91号線と合流する。州間高速道路91号線と別れた後は再度地上道路となる。州道2号線の自動車専用道の開始点と、州間高速道路91号線から出口24で分かれる点の間、モホーク・トレイルはマサチューセッツ州道2号線代替路を通る。この道は元州道2号線があった道でありグリーンフィールドの中心部を通る。町の中心でアメリカ国道5号線と州道10号線が合流した道路と交差する。この道は南のディアフィールド川を越えて北の市内に入って来ており、さらに北で州道2号線の自動車専用道部分とのインターチェンジがある。

## 人口動態
以下は2000年国勢調査による人口統計データである。
| 基礎データ - 人口: 18,168 人 - 世帯数: 7,939 世帯 - 家族数: 4,374 家族 - 人口密度: 322.8人/km2（836.2 人/mi2） - 住居数: 8,301 軒 - 住居密度: 147.5軒/km2（382.1 軒/mi2） 人種別人口構成 - 白人: 93.39% - アフリカン・アメリカン: 1.34% - ネイティブ・アメリカン: 0.32% - アジア人: 1.10% - 太平洋諸島系: 0.02% - その他の人種: 1.41% - 混血: 2.43% - ヒスパニック・ラテン系: 3.54% 年齢別人口構成 - 18歳未満: 21.9% - 18-24歳: 8.4% - 25-44歳: 28.7% - 45-64歳: 23.5% - 65歳以上: 17.5% - 年齢の中央値: 40歳 - 性比（女性100人あたり男性の人口） - 総人口: 88.9 - 18歳以上: 85.4 | 世帯と家族（対世帯数） - 18歳未満の子供がいる: 26.1% - 結婚・同居している夫婦: 38.6% - 未婚・離婚・死別女性が世帯主: 12.7% - 非家族世帯: 44.9% - 単身世帯: 36.9% - 65歳以上の老人1人暮らし: 13.6% - 平均構成人数 - 世帯: 2.19人 - 家族: 2.88人 収入と家計 - 収入の中央値 - 世帯: 33,110米ドル - 家族: 46,412米ドル - 性別 - 男性: 33,903米ドル - 女性: 26,427米ドル - 人口1人あたり収入: 18,830米ドル - 貧困線以下 - 対人口: 14.0% - 対家族数: 11.4% - 18歳未満: 19.2% - 65歳以上: 11.1% |

2000年国勢調査の人口18,168人から2010年には17,456人に4%減少した。フランクリン郡では唯一人口が1万人を超える自治体であり、人口密度でも郡内最大である。マサチューセッツ州では島嶼部にあるナンタケット町とデュークス郡のエドガータウン町を除けば、人口最少の郡庁所在地である。

## 市政府
グリーンフィールド市は市の形態の政府を申請し認証されながら、その公式名には「町」を残すことを望むことで、マサチューセッツ州内14自治体の1つである。2003年に市憲章を変更してから市（町）政委員会と市マネジャーが治めている。2014年時点で市政委員会は、全市を選挙区に選ばれる4人と選挙区から選ばれる9人の委員で構成されている。その他の委員会委員は指名に拠るが、教育委員会は市長と、全市を選挙区に選ばれる6人の委員で構成されるのが例外である。
| 無党派   | 6,335  | 54.96% |
| 民主党   | 3,831  | 33.24% |
| 共和党   | 1,243  | 10.78% |
| 少数政党 | 117    | 1.02%  |
| 合計     | 11,526 | 100%   |

### 市長

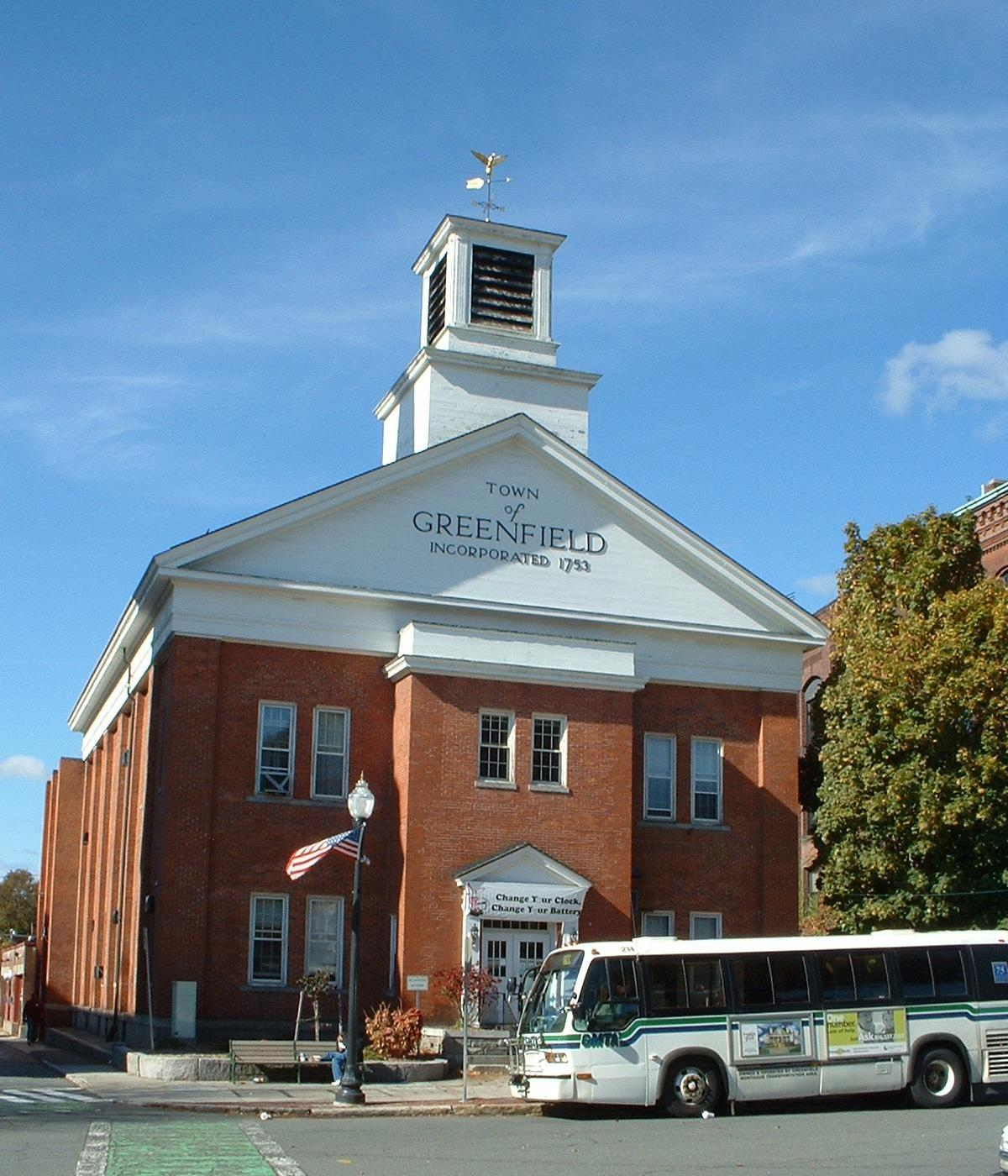
グリーンフィールド市役所

グリーンフィールドの初代市長となったのはクリスティーヌ・フォージーであり、2009年まで務めたが、その年に予備選挙で敗れた。2代目市長はビル・マーティンであり、2009年の予備選挙では書き込み候補者として第2位になり、6月の本選挙で当選した。マーティンの任期は、市としては初めての宣誓式で始まり、市のファンファーレ曲『我々の市長に長命を』も吹奏された。この曲は大統領の公式歌である『Hail to the Chief』のスタイルで、この場に合わせて書かれていた。宣誓式でマーティンは今後7月1日を「就任の日」とする声明書を読み上げた。
グリーンフィールドでは、市長が市の委員会委員の大半を指名し、市政委員会がその指名を承認する。市長は教育委員会で投票できる委員となるが、その議長あるいは副議長になることは禁じられている。さらに、市長はその他の委員会で投票しない職権上委員となる。

### 市政委員会
市政委員会は13人の委員で構成され、4人が「全市委員」、9人が9つの選挙区からそれぞれ1人が選ばれる「選挙区委員」である。2014年時点dねヒラリー・ホフマンが委員長、カレン・ルノーが副委員長である。

### 市民サービス
グリーンフィールドは独自の警察署と消防署を運営している。2014年時点で救急サービスは地元病院との契約で行われている。マサチューセッツ州警察"B"トループの第2バラック（シェルバーンフォールズ）がパトロールしてもいる。かなりの大きさの公共事業部を運営し、また地域ゴミ処理システムの本部もある。グリーンフィールド公共図書館は地域でも大きな図書館の1つであり、地域図書館ネットワークに繋がれている。町の水泳センターなど多くの市民公園とレクリエーション地域を運営している。

### 郡庁所在地
グリーンフィールドは郡庁所在地として多くの州関連の事務所があり、その中には裁判所や北西地区検察デイブ・サリバンの事務所の1つもある。フランクリン郡保安官はグリーンフィールドを本拠にし、エルム通りとアレン通りの角にあるフランクリン郡監獄を運営している。市は郵便番号"013"シリーズの中央郵便局も持っており、フランクリン郡とウースター郡の幾つかの町がその中に入っている。民間のベイステイト・フランクリン医療センターがあり、パイオニア・バレー北部の大半を対象にしている。

### 議会の代表
グリーンフィールドはマサチューセッツ州議会下院で、バークシャー郡とフランクリン郡の16市町を含む「第2バークシャー」選挙区に入っている。2014年時点ではポール・マーク（民主党）を送り出している。
マサチューセッツ州議会上院では、フランクリン郡東部とハンプシャー郡の多くを含む「ハンプシャーとフランクリン」選挙区にある。2014年時点でスタンリー・C・ローゼンバーグ（民主党）を送り出している。
アメリカ合衆国議会下院では、マサチューセッツ州第2選挙区に属し、第113議会にはジェイムズ・マクガバン（民主党）を送り出している
2014年時点で、マサチューセッツ州選出アメリカ合衆国上院議員は、エリザベス・ウォーレン（民主党）とエドワード・マーキー（民主党）である。

## 教育
グリーンフィールドは徳治の公共教育学区を運営しており、市内1,700人の児童生徒を受け入れている。就学前の児童にはノースパリッシュで初期学習アカデミーを運営している。小学校3校（幼稚園から3年生）、中学校1校（4年生から7年生）、高校1校（8年生から12年生）がある。

### 代替的公立学校
グリーンフィールドはポエット・シート学校を運営している。これは特殊需要のある代替的中高校である。2009年7月9日、グリーンフィールド地元の教育委員会がマサチューセッツ仮想アカデミー、 "MAVA @ Greenfield" の創設を承認した。これは州内で唯一幼稚園から12年生までを対象にしたこの種の遠隔学習学校になっている。そのプログラムは従来の公立学校の生徒にも拡張されたコースを提供することが期待されている。市内にはフォーリバーズ・チャーター公立学校もあり、7年生から12年生を教えている。

### 私立学校
グリーンフィールドで最古の私立学校はストーンリー・バーナム学校であり、女子の7年生から12年生を教える寄宿学校である。グリーンフィールド・センター学校は、教育に「倫理的」アプローチを行う8年生までの学校である。
2014年時点で市内に宗教系の学校は無い。コーナーストーンクリスチャン学校は2013年に閉鎖され、ホリー・トリニティ学校（幼稚園から8年生）も2011年に閉鎖された。

### 高等教育機関
市内にはグリーンフィールド・コミュニティカレッジがあり、パイオニア・バレー北部を対象に、上級の学習機会を求める高校生にコースを提供している。
最も近い州立大学はマサチューセッツ大学アマースト校である。ファイブ・カレッジやセブン・シスターズと呼ばれる名門7女子大学が地域にある他、ニューハンプシャー州キーン市にはキーン州立カレッジもある。

## メディア
グリーンフィールドでは5つのFMラジオ局、1つのFM送信塔、2つのAMラジオ局、1つのケーブルテレビ局、1つの日刊紙「ザ・レコーダー」がある。

## 見どころ
- グリーンフィールド歴史協会、教会通り43

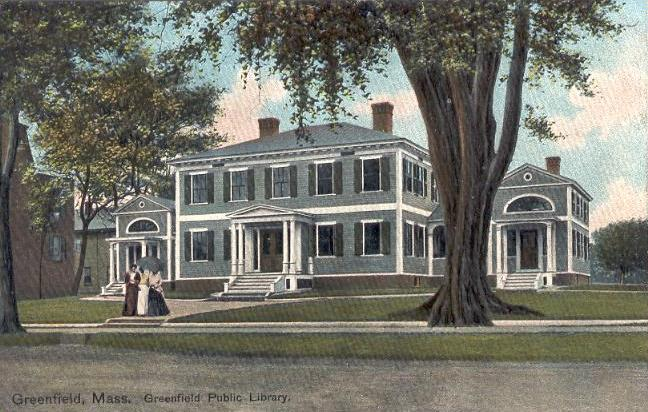
リービット・ハベイ邸/グリーンフィールド公共図書館、1910年頃

- ガイディング・スター・グランジ、パイオニア・バレーで伝統的な音楽とダンスで知られるコミュニティホール
- グリーンフィールド・センター学校。独立の幼稚園から8年生の学校、連衡小学校があり、またニューイングランド先進的教育者連衡もある
- グリーンフィールド・エネルギー公園、再生可能エネルギーの展示、庭園、自然樹木園、車掌車博物館があり、コンサートや大衆芸術を展示する。グリーンフィールド中心街にある。元は鉄道の駅があった場所である。ノースイースト持続可能エネルギー協会の本部がある
- リービット・ハベイ邸、現在はグリーンフィールド公共図書館、1797年にジョナサン・リービット判事のために、建築家アシャー・ベンジャミンが建設
- この地域にはグラビティヒルと呼ばれる錯視の起こる場所がある。シェルボーン道路でグリーンフィールドに向かい州道2号線を過ぎた直後である。陸橋の下から見ると、道路は少し登っているように見え、その頂点は数百フィート先である。錯視は僅かだがはっきりしている。隆起の底にいる車は丘を上がっているように見える。
- ロッキー山公園、1912年に建設された砂岩の展望塔、ポエッツ・シート・タワーがある。この塔は特にフレデリックタウン・ゴッダード・タッカーマンのような詩人の注意を惹いたことで名付けられた。毎年独立記念日にはビーコン・フィールドを見下ろすこの塔で花火大会がある。

## 著名な出身者
- ミーシャ・コリンズ、テレビと映画の俳優

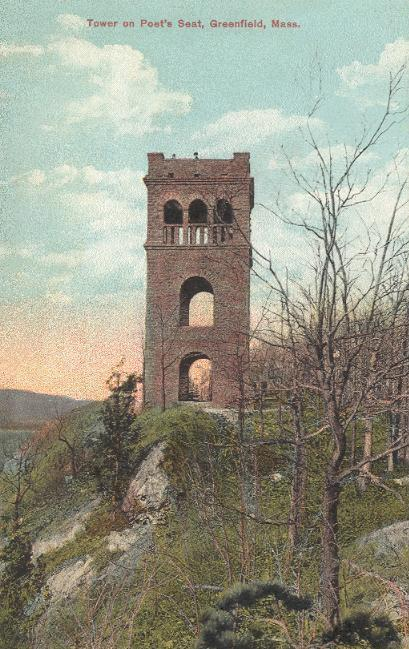
ポエッツ・シート・タワー、1915年頃

- ヴァン・ハンシス、テレビと映画の俳優、テレビドラマ『アズ・ザ・ワールド・ターンズ』のルーク役で知られる。
- チャールズ・ストーンアメリカ陸軍の将軍、工兵士官
- サミュエル・メリル・ウッドブリッジ（1819年–1905年）、アメリカ改革派教会の牧師、著作家、ラトガース大学とニューブランズウィック神学校の教授